# خواجه‌کری (جوکندان)
خواجه‌کری، روستایی در دهستان نیل‌رود بخش جوکندان شهرستان تالش در استان گیلان ایران است.

## جمعیت
بر پایه سرشماری عمومی نفوس و مسکن در سال ۱۳۹۵، جمعیت این روستا برابر با ۶۶۲ نفر (۱۹۵ خانوار) بوده است.